# Šikimat dehidrogenaza
Šikimat dehidrogenaza (EC 1.1.1.25, šikimatna dehidrogenaza, dehidrošikimatna reduktaza, šikimat oksidoreduktaza, šikimat:+ oksidoreduktaza, 5-dehidrošikimat reduktaza, šikimat 5-dehidrogenaza, 5-dehidrošikimatna reduktaza, DHS reduktaza, šikimat: 5-oksidoreduktaza, AroE) je enzim sa sistematskim imenom šikimat:+ 3-oksidoreduktaza. Ovaj enzim katalizuje sledeću hemijsku reakciju
šikimat + + {\displaystyle \rightleftharpoons } 3-dehidrošikimat + +
NAD+ ne može da zameni NADP+. Kod viših organizma, ovaj enzim formira deo multienzimskog kompleksa sa EC 4.2.1.10, 3-dehidrohinat dehidratazom.

## Literatura
- Nicholas C. Price; Lewis Stevens (1999). Fundamentals of Enzymology: The Cell and Molecular Biology of Catalytic Proteins (Third изд.). USA: Oxford University Press. ISBN 019850229X.
- Eric J. Toone (2006). Advances in Enzymology and Related Areas of Molecular Biology, Protein Evolution (Volume 75 изд.). Wiley-Interscience. ISBN 0471205036.
- Branden C; Tooze J. Introduction to Protein Structure. New York, NY: Garland Publishing. ISBN 0-8153-2305-0.
- Irwin H. Segel. Enzyme Kinetics: Behavior and Analysis of Rapid Equilibrium and Steady-State Enzyme Systems (Book 44 изд.). Wiley Classics Library. ISBN 0471303097.
- William P. Jencks (1987). Catalysis in Chemistry and Enzymology. Dover Publications. ISBN 0486654605.

## Spoljašnje veze
- Shikimate+dehydrogenase на 